# Pietari Päivärinta
Pietari Päivärinta, (né le 18 septembre 1827 à Ylivieska, et mort le 26 juillet 1913 à Ylivieska), est un écrivain finlandais et un membre de la Diète de Finlande.

## Œuvre
- Seurakunnan-kosto : muistelmia ison-vihan ajoilta. Joh. Bergdahl, Oulu 1867
- Parannuksen harjoitus eli neuvoja heränneille ; recueillis par Österblad, Lagus et P. Ruotsalainen, B.B. Bergdahl, Oulu 1893
- Elämäni : perhe-elämällinen kertomus. Kansanvalistus-seuran toimituksia 13. Suomalaisen Kirjallisuuden Seura, Helsinki 1877
- Elämän havainnoita : kuvauksia kansan elämästä 1 : Uudistalo ; Halla-aamuna ; Mökin Maiju ; Noidan rangaistus. WSOY 1880
- Elämän havainnoita : kuvauksia kansan elämästä 2 : Vaimoni ; Puutteen Matti. WSOY 1880
- Naimisen juoruja : kuvaelma kansan elämästä Suomalaisen Kirjallisuuden Seura, Helsinki 1880–1882
- Noidan rangaistus : Vaimoni. Kaksi kertomusta kansan elämästä. WSOY 1880
- Uudistalo : halla-aamuna. Kaksi kertomusta kansan elämästä. WSOY 1880
- Elämän havainnoita : kuvauksia kansan elämästä 3 : Suku-ylpeys ; Tahdon voima. WSOY 1882
- Elämän havainnoita : kuvauksia kansan elämästä 4 : Kontti-Anna ; Ruoti-ukko. WSOY 1883
- Kontti-Anna : kuvaus kansamme elämästä. WSOY 1883
- Tintta Jaakko : kuvaelma kansan elämästä. K. E. Holm, Helsinki 1883
- Torpan poika : kuvaus kansan elämästä. WSOY 1883.
- Elämän havainnoita : kuvauksia kansan elämästä 5 : Kirjailija ; Mutta elääpä hän wielä sittenkin ; Wäärä mammona. WSOY 1884
- Kylään tullessa. K. F. Kivekäs, Oulu 1884
- Minä ja muut : Sakeus Pyöriän kertomuksia. WSOY 1885
- Neuvoja keuhkopoltteen tuntemiseen ja parantamiseen. Kivekäs, Oulu 1885
- Elämän havainnoita : kuvauksia kansan elämästä 6 : Rakkauden suurin uhri ; Sortunut ; Olkkos-Kaisa. WSOY 1886
- Elämän havainnoita : kuvauksia kansan elämästä 7 : Rauta-mies ; Hairahdus ; Pentti ja Inka. WSOY 1886
- Käytännöllisiä neuvoja soitten ja rämetten viljelemiseen. WSOY 1886
- Elämän havainnoita : kuvauksia kansan elämästä 8 : Rauta-vaimoja ; Sokea ; Kuihtunut vesa. WSOY 1887
- Isäin pahat teot lasten päällä : romaani. Bergbom, Pori 1887
- Elämän havainnoita : kuvauksia kansan elämästä 9 : Sovittaja ; Paljon uutta ; Kerin Heikki. WSOY 1888
- Elämän havainnoita : kuvauksia kansan elämästä 10 : Pöyhkeä isäntä ; Kauppias-mummo ; Matkustaja. WSOY 1889
- Jälkipoimintoja : 1. Volmari, 2. Omistaan eläjiä, 3. Kanttilaiset. Muistelmia katovuosilta. C. E. Barck, A. Bergbom 1889
- Oukkari : kertomus kansan elämästä. J. W. Hissa, Lapua 1889
- Suku-ylpeys. Porvoo 1891
- Pikakuvia 1867 katovuodesta ja sen seurauksista. G. W. Wilén, Turku 1893
- Ruoti-ukko. WSOY 1893
- Väärä mammona. Amerikan Sanomat, Ashtabula, Ohio 1894
- Valitut teokset I–III. WSOY 1895
- Jos ei auta, niin ei haittaakaan. Porvoo 1900
- Syyslehtiä. WSOY 1900
- Pikku-Mari ja muita kertomuksia. Yrjö Weilin, Jyväskylä 1903
- Muistelmia kansallistaistelujen ajoilta. Antti Hautala, Nikolainkaupunki 1903
- Pikku kuvia elämästä. WSOY 1904
- Puutteen Matti. WSOY 1905
- Siveellisyysolot Pohjanmaalla rahvaan keskuudessa. Yrjö Weilin, Helsinki 1905 [2]
- Elämäni ynnä muita kertomuksia. WSOY 1908
- Ulpukkalahti y.m. kertomuksia. C. J. Bergström, Sairala 1910

## Récompenses
- Prix national de littérature en 1891